# Hélène Cajolet-Laganière
Pour les articles homonymes, voir Laganière.
 (décembre 2017).
Si vous disposez d'ouvrages ou d'articles de référence ou si vous connaissez des sites web de qualité traitant du thème abordé ici, merci de compléter l'article en donnant les références utiles à sa vérifiabilité et en les liant à la section « Notes et références ».
Hélène Cajolet-Laganière, née le 19 mars 1948 à Trois-Rivières, est une linguiste et professeure québécoise qui s'est établie à Sherbrooke durant les années 1970. Connue pour sa défense d'une norme du français québécois, elle est codirectrice du dictionnaire Usito, avec Pierre Martel.
Elle a obtenu une maîtrise en lettres à l'Université McGill et un doctorat en linguistique à l'Université de Sherbrooke. 
Hélène Cajolet-Laganière entre en fonction à l'Office de la langue française (aujourd'hui, OQLF) en 1973, où elle occupe plusieurs fonctions pendant plus de quinze ans. Elle est l'auteure de différents ouvrages traitant de la rédaction commerciale et technique, dont Le français au bureau, toujours considéré comme une référence en matière de rédaction administrative dans le contexte québécois. 
Elle fut aussi membre de la commission Larose sur l'avenir du français au Québec.
En 2018, elle est décorée de l'Ordre des francophones d'Amérique et reçoit en 2019 le prix Georges-Émile-Lapalme du gouvernement du Québec.

## Ouvrages publiés
- Le français au bureau, 1977
- Cours de rédaction technique et administrative, 1984
- La qualité de la langue au Québec, 1995
- Le français québécois : usages, standard et aménagement, 1996